# Barycz (Pabianice)
Pour les articles homonymes, voir Barycz.
Barycz (prononciation [ˈbarɨt͡ʂ]) est un village de la gmina de Dobroń, du powiat de Pabianice, dans la voïvodie de Łódź, situé dans le centre de la Pologne.
Il se situe à environ 7 kilomètres au sud-ouest de Dobroń (siège de la gmina), 15 kilomètres au sud-ouest de Pabianice (siège du powiat) et 29 kilomètres au sud-ouest de Łódź (capitale de la voïvodie).
Sa population s'élève approximativement à 210 habitants.

## Administration
De 1975 à 1998, le village était attaché administrativement à l'ancienne voïvodie de Sieradz.

Depuis 1999, il fait partie de la nouvelle voïvodie de Łódź.